# Paratheuma armata
Paratheuma armata là một loài nhện trong họ Desidae.
Loài này thuộc chi Paratheuma. Paratheuma armata được miêu tả năm 1964 bởi Brian J. Marples.